# Часовня Святого Георгия Победоносца (Ташкент)
Часовня Святого Георгия Победоносца в Ташкенте — памятник дореволюционный русской архитектуры Ташкента, часовня над братской могилой солдат, погибших при завоевании Ташкента Российской империей.

## История
Поставлена и находится в жилой махалле неподалеку от Камолонских ворот Ташкента (не сохранились). Часовня была построена в 1886 году над братской могилой 24 русских рядовых солдат, погибших при штурме Ташкента под командованием генерала Черняева в июне 1865 года. Освещена в честь святого великомученика Георгия Победоносца.
В 1865 году над братской могилой была помещена надгробная плита с надписью «За други своя» и сооружен памятник: четыре пирамидки из мортирных ядер. В 1886 году была возведена часовня, которая по православному обычаю была оформлена славянскими надписями из Старого и Нового Заветов. Посередине часовни располагалась призма: с одной стороны призмы была икона, с другой — надписи из Завета, а на третьей — имена погибших солдат.
Около часовни был скверик с церковным входом, крестами и красивой чугунной оградой. За памятником ухаживали инвалиды-ветераны войны, которым выдавали за это жалование. Каждый год, 15 июня, в День взятия Ташкента, по центральным улицам дореволюционного Ташкента, совершался крестный ход с хоругвями и церковными песнопениями.
Комплекс просуществовал до Октябрьской революции 1917 года, который был разграблен и разрушен большевиками. В 1949 году участок земли, где был расположен памятник, получила узбекская семья, которая построила рядом дом. Около дома и стоит эта часовня, к которой водят туристов на экскурсии.
К Пасхе 2020 года часовня была полностью отреставрирована.